# لیگ قهرمانان آسیا ۲
لیگ قهرمانان آسیا ۲ (کوتاه‌نوشت: ای‌سی‌ال۲) یک لیگ سالانهٔ فوتبال باشگاهی قاره‌ای است که توسط کنفدراسیون فوتبال آسیا برگزار می‌شود. این رقابت‌ها، سطح دوم فوتبال باشگاه‌های آسیا در ردهٔ مردان به‌شمار می‌رود که پایین‌تر از لیگ نخبگان آسیا و بالاتر از چلنج لیگ آسیا جای می‌گیرد. 
این لیگ در سال ۲۰۰۴ به نام ای‌اف‌سی کاپ بنیان‌گذاری گردید که بیشتر در میان باشگاه‌هایی از کشورهایی برگزار می‌شد که به‌طور مستقیم لایسنس حضور در لیگ قهرمانان آسیا را دریافت نکردند. در تلاشی برای افزایش رقابت، ای‌اف‌سی بازی‌ها را لغو کرد و در سال ۲۰۲۴ یک رقابت باشگاهی سطح دوم را با نام لیگ قهرمانان آسیا ۲ معرفی کرد که قالب آن به‌طور کامل تغییر کرد تا بازی‌ها چالش برانگیزتر گردند. همچنین جایزه نیز افزایش یافت.
باشگاه‌ها بر پایهٔ کارکردشان در لیگ‌های کشوری و رقابت‌های جام حذفی، لایسنس حضور در این لیگ را می‌گیرند. شرکت در این بازی‌ها برای باشگاه‌های ۱۲ کشور برتر منطقه شرق و غرب بر پایهٔ رده‌بندی بازی‌های باشگاهی ای‌اف‌سی آزاد است. شرکت‌کننده از هر کشوری که در هر منطقه ردهٔ ۱ تا ۶ را دارد، بالاترین جایگاه باشگاه در آن کشور است که دارای شرایط حضور در لیگ نخبگان آسیا نشده است. کشورهایی که در هر منطقه ردهٔ ۷ تا ۱۲ را دارند به‌طور مستقیم وارد لیگ قهرمانان آسیا ۲ می‌شوند.
به برنده لیگ قهرمانان آسیا ۲، اگر پیش‌تر از راه رقابت‌های داخلی راه نیافته باشد، یک سهمیهٔ غیرمستقیم به مرحله مقدماتی برای فصل آینده لیگ نخبگان آسیا در اختیار خواهد داشت. قهرمان فعلی لیگ قهرمانان آسیا ۲، الشباب الاهلی است که در فینال ۲۰۲۵ لیون سیتی سیلرز را شکست داد. تیم‌های الکویت و نیروی هوایی با دارا بودن سه جام، موفق‌ترین باشگاه‌های تاریخ این لیگ هستند. باشگاه‌های کویت چهار عنوان قهرمانی دارند که آن‌ها را موفق‌ترین کشور در این لیگ کرده است.

## پیشینه
| فصل                 | قهرمان‌ها            |            |
| ای‌اف‌سی کاپ          | ای‌اف‌سی کاپ          | ای‌اف‌سی کاپ |
| ------------------- | ------------------- | ---------- |
| ۲۰۰۴                | الجیش               |            |
| ۲۰۰۵                | الفیصلی             |            |
| ۲۰۰۶                | الفیصلی (۲)         |            |
| ۲۰۰۷                | شباب الاردن         |            |
| ۲۰۰۸                | المحرق              |            |
| ۲۰۰۹                | الکویت              |            |
| ۲۰۱۰                | الاتحاد حلب         |            |
| ۲۰۱۱                | نسف قرشی            |            |
| ۲۰۱۲                | الکویت (۲)          |            |
| ۲۰۱۳                | الکویت (۳)          |            |
| ۲۰۱۴                | القادسیه            |            |
| ۲۰۱۵                | جوهر دارالتعظیم     |            |
| ۲۰۱۶                | نیروی هوایی         |            |
| ۲۰۱۷                | نیروی هوایی (۲)     |            |
| ۲۰۱۸                | نیروی هوایی (۳)     |            |
| ۲۰۱۹                | العهد               |            |
| ۲۰۲۰                | لغو شد              |            |
| ۲۰۲۱                | المحرق (۲)          |            |
| ۲۰۲۲                | السیب               |            |
| ۲۴–۲۰۲۳             | سنترال کوست مارینرز |            |
| لیگ قهرمانان آسیا ۲ |                     |            |
| ۲۵–۲۰۲۴             | الشارجه             |            |

ای‌اف‌سی کاپ در سال ۲۰۰۴ به عنوان یک رقابت درجه دوم آغاز شد تا زیرمجموعه لیگ قهرمانان آسیا شود، زیرا ۱۴ کشوری که وضعیت در حال توسعه داشتند در نخستین دوره با ۱۸ تیم نامزد شده بودند. سپس برندگان و سه‌تا از بهترین تیم‌های دوم مرحله گروهی به مرحله حذفی می‌روند. الجیش پس از شکست دادن حریف سوری الوحده با گل‌های بیشتر خارج از خانه، نخستین جام ای‌اف‌سی کاپ را به دست آورد.
در سال ۲۰۰۵، ۱۸ تیم از ۹ کشور به رقابت پرداختند و این کشورها همچنان مجاز به گزینش از میان یک یا دو تیم نماینده بودند. پس از اینکه تیم‌های سوری ای‌اف‌سی کاپ را ترک کردند تا برای چهار سال در لیگ قهرمانان آسیا رقابت کنند، الفیصلی در فینال النجمه را شکست داد. تیم‌های اردنی به دو فصل بعدی ای‌اف‌سی‌کاپ چیرگی داشتند. در این دوره‌ها، بحرین به بازی‌ها پیوست، در هنگامی که بنگلادش تا لغو بازی‌ها در سال ۲۰۱۴ به جام پرزیدنت آسیا سقوط کرد.
المحرق در سال ۲۰۰۸ روند را شکست، زیرا آن‌ها در واپسین فینال رفت و برگشتی پیش از بازگشت به سیستم تک‌فیناله، پیروز شدند، قانونی که تا کنون هرگز تغییر نکرده است.
در ۲۳ دسامبر ۲۰۲۲، اعلام شد که ساختار بازی‌های ای‌اف‌سی نسبت به فرمت‌های تعیین شده از فصل ۲۵–۲۰۲۴ تغییر خواهد کرد. یک تورنمنت درجه دوم جدید به نام لیگ قهرمانان آسیا ۲ معرفی خواهد شد. در همین هنگام، یک رقابت تازه در سطح سوم نیز با نام چلنج لیگ آسیا راه‌اندازی شد.
در ۲۴ مه ۲۰۲۴، کنفدراسیون فوتبال آسیا اعلام کرد که رکوردها و آمار بازی‌های باشگاهی پیشین ای‌اف‌سی در رقابت‌های باشگاهی بازسازی‌شده شناسایی و ادغام خواهد شد، با اینکه داده‌های ای‌اف‌سی کاپ به لیگ قهرمانان آسیا ۲ منتقل می‌شود، با وجود اینکه رقابت‌های متفاوتی هستند.

## فرمت

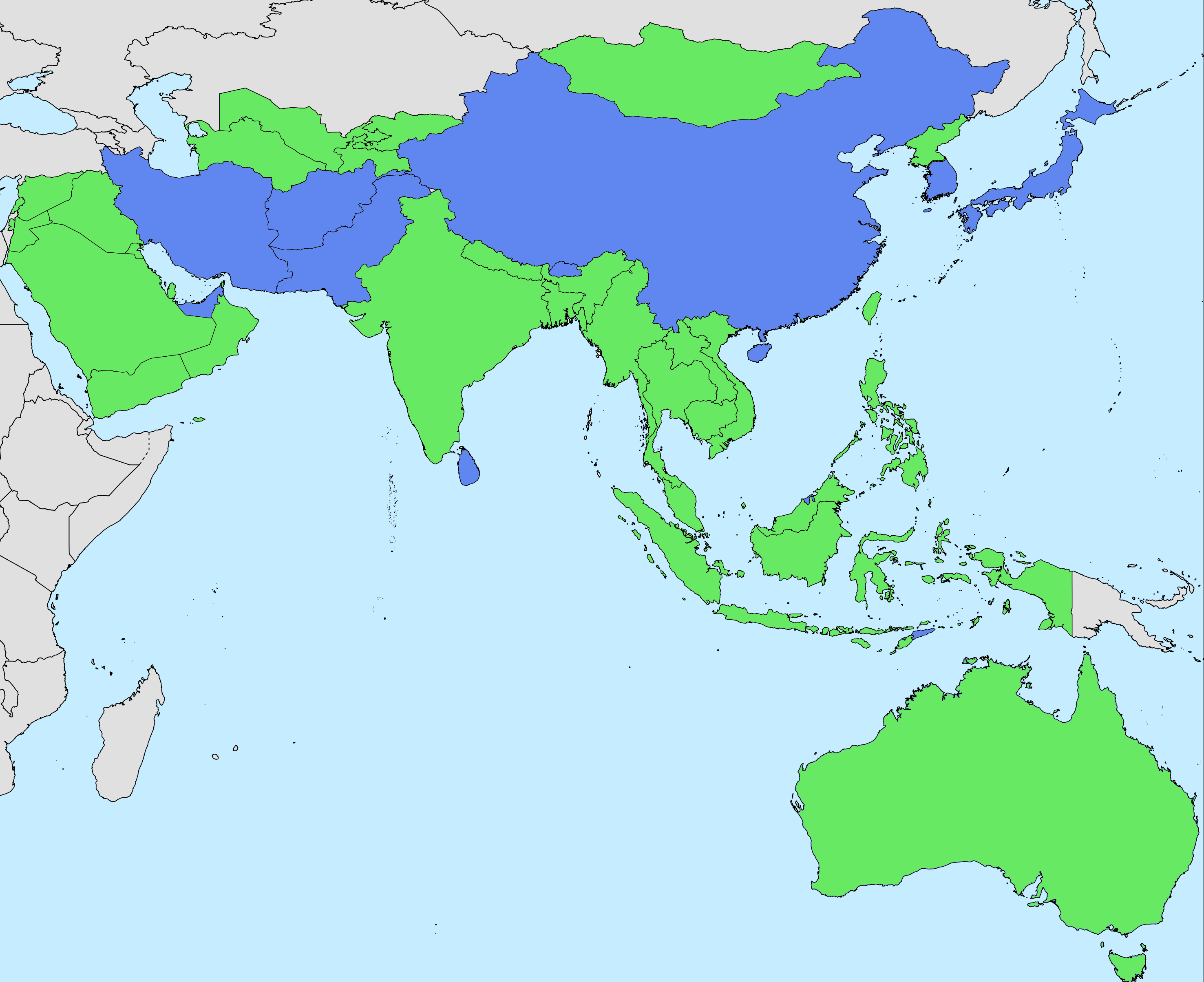
نقشه کشورهای ای‌اف‌سی که تیم‌هایشان به مرحله گروهی ای‌اف‌سی کاپ/ای‌سی‌ال۲ راه یافتند
کشور عضو ای‌اف‌سی که در مرحله گروهی حضور داشته است
کشور عضو ای‌اف‌سی که در مرحله گروهی حضور نداشته است

تغییراتی از نظر تیم‌ها و فرمت ای‌اف‌سی کاپ ۲۰۱۷ اعمال شد. در مجموع ۳۶ تیم در مرحله گروهی شرکت کردند (۱۲ تیم از غرب آسیا و آسه‌آن و ۴ تیم از شرق آسیا، آسیای مرکزی و آسیای جنوبی). فینال به صورت تک بازی برگزار می‌شود.

### تخصیص
تخصیص تیم‌های مرحله گروهی بر اساس کشور عضو در زیر فهرست شده است. ستاره‌ها مواقعی را نشان می‌دهند که حداقل یک تیم در مراحل مقدماتی مرحله گروهی حذف شده است. کسانی که به مرحله گروهی نرسیده بودند اما فقط در مرحله مقدماتی بازی کرده بودند، پررنگ نیستند.
| انجمن‌ها           | سهمیه‌ها        | سهمیه‌ها        | سهمیه‌ها        | سهمیه‌ها  | سهمیه‌ها  | سهمیه‌ها  | سهمیه‌ها  | سهمیه‌ها  | سهمیه‌ها  | سهمیه‌ها  | سهمیه‌ها  | سهمیه‌ها  | سهمیه‌ها  | سهمیه‌ها  | سهمیه‌ها  | سهمیه‌ها  | سهمیه‌ها  | سهمیه‌ها  | سهمیه‌ها  | سهمیه‌ها  | سهمیه‌ها |
| انجمن‌ها           | ۲۰۰۴           | ۲۰۰۵           | ۲۰۰۶           | ۲۰۰۷     | ۲۰۰۸     | ۲۰۰۹     | ۲۰۱۰     | ۲۰۱۱     | ۲۰۱۲     | ۲۰۱۳     | ۲۰۱۴     | ۲۰۱۵     | ۲۰۱۶     | ۲۰۱۷     | ۲۰۱۸     | ۲۰۱۹     | ۲۰۲۰     | ۲۰۲۱     | ۲۰۲۲     | ۲۴–۲۰۲۳  | ۲۵–۲۰۲۴ |
| ای‌ای‌اف‌اف          | ای‌ای‌اف‌اف       | ای‌ای‌اف‌اف       | ای‌ای‌اف‌اف       | ای‌ای‌اف‌اف | ای‌ای‌اف‌اف | ای‌ای‌اف‌اف | ای‌ای‌اف‌اف | ای‌ای‌اف‌اف | ای‌ای‌اف‌اف | ای‌ای‌اف‌اف | ای‌ای‌اف‌اف | ای‌ای‌اف‌اف | ای‌ای‌اف‌اف | ای‌ای‌اف‌اف | ای‌ای‌اف‌اف | ای‌ای‌اف‌اف | ای‌ای‌اف‌اف | ای‌ای‌اف‌اف | ای‌ای‌اف‌اف | ای‌ای‌اف‌اف |         |
| ----------------- | -------------- | -------------- | -------------- | -------- | -------- | -------- | -------- | -------- | -------- | -------- | -------- | -------- | -------- | -------- | -------- | -------- | -------- | -------- | -------- | -------- | ------- |
| چین               | ۰              | ۰              | ۰              | ۰        | ۰        | ۰        | ۰        | ۰        | ۰        | ۰        | ۰        | ۰        | ۰        | ۰        | ۰        | ۰        | ۰        | ۰        | ۰        | ۰        | ۱       |
| چین تایپه         | ۰              | ۰              | ۰              | ۰        | ۰        | ۰        | ۰        | ۰        | ۰        | ۰        | ۰        | ۰        | ۰        | ۰*       | ۱        | ۱        | ۱*       | ۱        | ۱        | ۲*       | ۰       |
| گوآم              | ۰              | ۰              | ۰              | ۰        | ۰        | ۰        | ۰        | ۰        | ۰        | ۰        | ۰        | ۰        | ۰        | ۰*       | ۰        | ۰        | ۰        | ۰        | ۰        | ۰        | ۰       |
| هنگ کنگ           | ۱              | ۲              | ۲              | ۲        | ۲        | ۲        | ۲        | ۲        | ۲        | ۲        | ۲        | ۲        | ۲        | ۰        | ۰        | ۲        | ۱        | ۲        | ۲        | ۰        | ۲       |
| ژاپن              | ۰              | ۰              | ۰              | ۰        | ۰        | ۰        | ۰        | ۰        | ۰        | ۰        | ۰        | ۰        | ۰        | ۰        | ۰        | ۰        | ۰        | ۰        | ۰        | ۰        | ۱       |
| ماکائو            | ۰              | ۰              | ۰              | ۰        | ۰        | ۰        | ۰        | ۰        | ۰        | ۰        | ۰        | ۰        | ۰*       | ۰        | ۱        | ۰        | ۱        | ۰        | ۰        | ۱*       | ۰       |
| مغولستان          | ۰              | ۰              | ۰              | ۰        | ۰        | ۰        | ۰        | ۰        | ۰        | ۰        | ۰        | ۰        | ۰*       | ۱        | ۰*       | ۰*       | ۰*       | ۱        | ۰*       | ۱        | ۰       |
| کره شمالی         | ۰              | ۰              | ۰              | ۰        | ۰        | ۰        | ۰        | ۰        | ۰        | ۰        | ۰        | ۰        | ۰        | ۲        | ۲        | ۱*       | ۰        | ۰        | ۰        | ۰        | ۰       |
| کره جنوبی         | ۰              | ۰              | ۰              | ۰        | ۰        | ۰        | ۰        | ۰        | ۰        | ۰        | ۰        | ۰        | ۰        | ۰        | ۰        | ۰        | ۰        | ۰        | ۰        | ۰        | ۱       |
| مجموع             | ۱              | ۲              | ۲              | ۲        | ۲        | ۲        | ۲        | ۲        | ۲        | ۲        | ۲        | ۲        | ۲        | ۳        | ۴        | ۴        | ۴        | ۴        | ۳        | ۴        | ۵       |
| ای‌اف‌اف            |                |                |                |          |          |          |          |          |          |          |          |          |          |          |          |          |          |          |          |          |         |
| استرالیا          | عضو اواف‌سی بود | عضو اواف‌سی بود | عضو اواف‌سی بود | ۰        | ۰        | ۰        | ۰        | ۰        | ۰        | ۰        | ۰        | ۰        | ۰        | ۰        | ۰        | ۰        | ۰        | ۰        | ۰        | ۲        | ۱       |
| برونئی            | ۰              | ۰              | ۰              | ۰        | ۰        | ۰        | ۰        | ۰        | ۰        | ۰        | ۰        | ۰        | ۰        | ۰        | ۰        | ۰        | ۰*       | ۰*       | ۰        | ۰*       | ۰       |
| کامبوج            | ۰              | ۰              | ۰              | ۰        | ۰        | ۰        | ۰        | ۰        | ۰        | ۰        | ۰        | ۰        | ۰        | ۱*       | ۱        | ۱        | ۱        | ۲        | ۲        | ۱*       | ۰       |
| اندونزی           | ۰              | ۰              | ۰              | ۰        | ۰        | ۱        | ۲        | ۲        | ۱        | ۲        | ۲        | ۲        | ۰        | ۰        | ۲        | ۲        | ۲        | ۲        | ۲        | ۲*       | ۱       |
| لائوس             | ۰              | ۰              | ۰              | ۰        | ۰        | ۰        | ۰        | ۰        | ۰        | ۰        | ۰        | ۱        | ۱        | ۰*       | ۰*       | ۱        | ۱*       | ۰*       | ۱        | ۰*       | ۰       |
| مالزی             | ۲              | ۲              | ۲              | ۲        | ۲        | ۲        | ۱        | ۰        | ۲        | ۲        | ۲        | ۲        | ۲        | ۲        | ۱        | ۰        | ۰        | ۲        | ۲        | ۲        | ۱       |
| میانمار           | ۰              | ۰              | ۰              | ۰        | ۰        | ۰        | ۰        | ۰        | ۲        | ۲        | ۲        | ۲        | ۲        | ۲        | ۲        | ۲        | ۲        | ۰        | ۰        | ۱*       | ۰       |
| فیلیپین           | ۰              | ۰              | ۰              | ۰        | ۰        | ۰        | ۰        | ۰        | ۰        | ۰        | ۰        | ۱*       | ۲        | ۲        | ۲        | ۲        | ۲        | ۰        | ۱        | ۲        | ۲       |
| سنگاپور           | ۲              | ۲              | ۲              | ۲        | ۲        | ۱        | ۱        | ۱        | ۲        | ۲        | ۲        | ۲        | ۲        | ۲        | ۲        | ۲        | ۲        | ۲        | ۲        | ۱*       | ۲       |
| تایلند            | ۰              | ۰              | ۰±             | ۱        | ۰        | ۲        | ۲        | ۲        | ۱        | ۰        | ۰        | ۰        | ۰        | ۰        | ۰        | ۰        | ۰        | ۰        | ۰        | ۰        | ۳*      |
| تیمور شرقی        | ۰              | ۰              | ۰              | ۰        | ۰        | ۰        | ۰        | ۰        | ۰        | ۰        | ۰        | ۰        | ۰        | ۰        | ۰        | ۰        | ۰*       | ۱        | ۰        | ۰        | ۰       |
| ویتنام            | ۰              | ۰              | ۰              | ۱        | ۰        | ۲        | ۲        | ۲        | ۲        | ۲        | ۲        | ۰        | ۰        | ۲        | ۲        | ۲        | ۲        | ۲        | ۱        | ۱        | ۱       |
| مجموع             | ۴              | ۴              | ۴              | ۶        | ۴        | ۸        | ۸        | ۷        | ۱۰       | ۱۰       | ۱۰       | ۱۰       | ۹        | ۱۱       | ۱۲       | ۱۲       | ۱۲       | ۱۱       | ۱۱       | ۱۲       | ۱۱      |
| ساف               |                |                |                |          |          |          |          |          |          |          |          |          |          |          |          |          |          |          |          |          |         |
| بنگلادش           | ۱              | ۲              | ۲              | ۰        | ۰        | ۰        | ۰        | ۰        | ۰        | ۰        | ۰        | ۰*       | ۱        | ۱*       | ۱*       | ۱        | ۱*       | ۱*       | ۱*       | ۱*       | ۰       |
| بوتان             | ۰              | ۰              | ۰              | ۰        | ۰        | ۰        | ۰        | ۰        | ۰        | ۰        | ۰        | ۰        | ۰*       | ۰*       | ۰*       | ۰*       | ۰*       | ۰*       | ۰*       | ۰*       | ۰       |
| هند               | ۲              | ۲              | ۲              | ۲        | ۲        | ۲        | ۲        | ۲        | ۲        | ۲        | ۲        | ۲        | ۲        | ۲        | ۲        | ۲        | ۱*       | ۲        | ۲        | ۲*       | ۱*      |
| مالدیو            | ۲              | ۲              | ۲              | ۲        | ۲        | ۲        | ۲        | ۲        | ۱*       | ۲        | ۲        | ۲        | ۲        | ۱*       | ۱*       | ۰        | ۲        | ۱*       | ۱*       | ۱*       | ۰       |
| نپال              | ۰              | ۰              | ۰              | ۰        | ۰        | ۰        | ۰        | ۰        | ۰        | ۰        | ۰        | ۰*       | ۰        | ۰*       | ۰        | ۱        | ۰        | ۰*       | ۰*       | ۰*       | ۰       |
| پاکستان           | ۰              | ۰              | ۰              | ۰        | ۰        | ۰        | ۰        | ۰        | ۰        | ۰        | ۰        | ۰        | ۰*       | ۰        | ۰        | ۰        | ۰        | ۰        | ۰        | ۰        | ۰       |
| سری لانکا         | ۰              | ۰              | ۰              | ۰        | ۰        | ۰        | ۰        | ۰        | ۰        | ۰        | ۰        | ۰        | ۰        | ۰*       | ۰        | ۰*       | ۰*       | ۰*       | ۰*       | ۰        | ۰       |
| مجموع             | ۵              | ۶              | ۶              | ۴        | ۴        | ۴        | ۴        | ۴        | ۳        | ۴        | ۴        | ۴        | ۵        | ۴        | ۴        | ۴        | ۴        | ۴        | ۴        | ۴        | ۱       |
| کافا              |                |                |                |          |          |          |          |          |          |          |          |          |          |          |          |          |          |          |          |          |         |
| افغانستان         | ۰              | ۰              | ۰              | ۰        | ۰        | ۰        | ۰        | ۰        | ۰        | ۰        | ۰        | ۰        | ۰        | ۰*       | ۰        | ۰        | ۰        | ۰        | ۰        | ۰        | ۰       |
| ایران             | ۰              | ۰              | ۰              | ۰        | ۰        | ۰        | ۰        | ۰        | ۰        | ۰        | ۰        | ۰        | ۰        | ۰        | ۰        | ۰        | ۰        | ۰        | ۰        | ۰        | ۲*      |
| قرقیزستان         | ۰              | ۰              | ۰              | ۰        | ۰        | ۰        | ۰        | ۰        | ۰        | ۰        | ۱        | ۰*       | ۰*       | ۲        | ۱*       | ۱*       | ۲        | ۲        | ۲        | ۱*       | ۰       |
| تاجیکستان         | ۰              | ۰              | ۰              | ۰        | ۰        | ۰        | ۰        | ۰        | ۰        | ۲        | ۱        | ۱*       | ۱*       | ۱*       | ۱*       | ۲        | ۲        | ۲        | ۲        | ۱*       | ۲       |
| ترکمنستان         | ۲              | ۲              | ۲              | ۲        | ۰        | ۰        | ۰        | ۰        | ۰        | ۰        | ۰        | ۱*       | ۱*       | ۱*       | ۲        | ۱*       | ۲        | ۲        | ۲        | ۲*       | ۱*      |
| ازبکستان          | ۰              | ۰              | ۰              | ۰        | ۰        | ۱        | ۱        | ۲        | ۱        | ۰        | ۰        | ۰        | ۰        | ۰        | ۰        | ۰        | ۱        | ۱        | ۱        | ۰        | ۱       |
| مجموع             | ۲              | ۲              | ۲              | ۲        | ۰        | ۱        | ۱        | ۲        | ۱        | ۲        | ۲        | ۲        | ۲        | ۴        | ۴        | ۴        | ۷        | ۷        | ۷        | ۴        | ۶       |
| واف               |                |                |                |          |          |          |          |          |          |          |          |          |          |          |          |          |          |          |          |          |         |
| بحرین             | ۰              | ۰              | ۱              | ۱        | ۲        | ۲        | ۱        | ۰        | ۰        | ۱        | ۲        | ۲        | ۲        | ۲        | ۲        | ۲        | ۲        | ۲        | ۲        | ۱*       | ۱*      |
| عراق              | ۰              | ۰              | ۰              | ۰        | ۰        | ۲        | ۰        | ۳        | ۲        | ۲        | ۲        | ۲        | ۲        | ۲        | ۲        | ۰        | ۰        | ۰        | ۰        | ۲        | ۱       |
| اردن              | ۰              | ۲              | ۲              | ۳        | ۲        | ۲        | ۲        | ۲        | ۲        | ۲        | ۲        | ۲        | ۲        | ۲        | ۲        | ۲        | ۲        | ۲        | ۰        | ۱        | ۲       |
| کویت              | ۰              | ۰              | ۰              | ۰        | ۰        | ۲        | ۳        | ۳        | ۳        | ۲        | ۲        | ۲        | ۰        | ۰        | ۰        | ۲        | ۲        | ۱        | ۲        | ۲        | ۱*      |
| لبنان             | ۲              | ۲              | ۲              | ۲        | ۲        | ۳        | ۲        | ۲        | ۲        | ۲        | ۲        | ۲        | ۲        | ۲        | ۲        | ۲        | ۲        | ۲        | ۲        | ۲        | ۰       |
| عمان              | ۱              | ۰              | ۱              | ۲        | ۲        | ۲        | ۲        | ۲        | ۲        | ۲        | ۲        | ۱*       | ۲        | ۲        | ۲        | ۱*       | ۱*       | ۰        | ۲        | ۱*       | ۰       |
| فلسطین            | ۰              | ۰              | ۰              | ۰        | ۰        | ۰        | ۰        | ۰        | ۰        | ۰        | ۰*       | ۱*       | ۲        | ۰*       | ۰*       | ۱        | ۱        | ۲        | ۲        | ۱*       | ۰       |
| قطر               | ۰              | ۰              | ۰              | ۰        | ۰        | ۰        | ۱        | ۰        | ۰        | ۰        | ۰        | ۰        | ۰        | ۰        | ۰        | ۰        | ۰        | ۰        | ۰        | ۰        | ۱       |
| عربستان سعودی     | ۰              | ۰              | ۰              | ۰        | ۰        | ۰        | ۰        | ۰        | ۱        | ۰        | ۰        | ۰        | ۰        | ۰        | ۰        | ۰        | ۰        | ۰        | ۰        | ۰        | ۱       |
| سوریه             | ۲              | ۰              | ۰              | ۰        | ۰        | ۲        | ۳        | ۳        | ۲        | ۱*       | ۲        | ۲        | ۲        | ۲        | ۲        | ۲        | ۲        | ۲        | ۲        | ۲*       | ۰       |
| امارات متحده عربی | ۰              | ۰              | ۰              | ۰        | ۰        | ۰        | ۰        | ۰        | ۰        | ۰        | ۰        | ۰        | ۰        | ۰        | ۰        | ۰        | ۰        | ۰        | ۰        | ۰        | ۲*      |
| یمن               | ۱              | ۰              | ۰              | ۲        | ۲        | ۲        | ۲        | ۲        | ۲        | ۲        | ۰*       | ۰*       | ۰        | ۰        | ۰        | ۰        | ۰        | ۰        | ۰        | ۰        | ۰       |
| مجموع             | ۶              | ۴              | ۶              | ۱۰       | ۱۰       | ۱۷       | ۱۶       | ۱۷       | ۱۶       | ۱۴       | ۱۴       | ۱۴       | ۱۴       | ۱۲       | ۱۲       | ۱۲       | ۱۲       | ۱۱       | ۱۲       | ۱۲       | ۹       |
| مجموع             |                |                |                |          |          |          |          |          |          |          |          |          |          |          |          |          |          |          |          |          |         |
| فینال             | ۱۸             | ۱۸             | ۲۰             | ۲۴       | ۲۰       | ۳۲       | ۳۱       | ۳۲       | ۳۲       | ۳۲       | ۳۲       | ۳۲       | ۳۲       | ۳۴       | ۳۶       | ۳۶       | ۳۹       | ۳۷       | ۳۷       | ۳۶       | ۳۲      |
| مقدماتی           | ۱۸             | ۱۸             | ۲۰             | ۲۴       | ۲۰       | ۳۲       | ۳۱       | ۳۲       | ۳۳       | ۳۳       | ۳۴       | ۴۱       | ۴۰       | ۵۰       | ۴۴       | ۴۳       | ۴۸       | ۴۳       | ۴۳       | ۴۹       | ۳۶      |

## جوایز
جوایز لیگ قهرمانان آسیا ۲ ۲۵–۲۰۲۴ به شرح زیر است. واحدها به دلار آمریکا هستند.
| مرحله               | تیم‌ها | تعداد       | تعداد       |
| مرحله               | تیم‌ها | هر تیم      | مجموع       |
| ------------------- | ----- | ----------- | ----------- |
| فینال (قهرمان)      | ۱     | $۲٬۵۰۰٬۰۰۰  | $۲٬۵۰۰٬۰۰۰  |
| فینال (نایب قهرمان) | ۱     | $۱٬۰۰۰٬۰۰۰  | $۱٬۰۰۰٬۰۰۰  |
| نیمه نهایی          | ۴     | $۲۴۰٬۰۰۰    | $۹۶۰٬۰۰۰    |
| یک‌چهارم نهایی       | ۸     | $۱۶۰٬۰۰۰    | $۱٬۲۸۰٬۰۰۰  |
| یک‌هشتم نهایی        | ۱۶    | $۸۰٬۰۰۰     | $۱٬۲۸۰٬۰۰۰  |
| مرحله گروهی         | ۳۲    | $۳۰۰٬۰۰۰    | $۹٬۶۰۰٬۰۰۰  |
| مجموع               | ۳۲    | $۱۶٬۶۲۰٬۰۰۰ | $۱۶٬۶۲۰٬۰۰۰ |

## بازاریابی

### حمایت مالی
این مسابقات توسط گروهی از شرکت‌های چند ملیتی حمایت می‌شود، برخلاف اسپانسر اصلی که معمولاً در لیگ‌های برتر ملی یافت می‌شود.
شرکای رسمی جهانی
- نئوم[۷]
- قطر ایرویز[۸][۹]
- ویزیت سعودی

حامیان رسمی جهانی
- کونامی[۱۰]
- مولتن[۱۱]
- تکنو موبایل[۱۲]
- ویزا کارت[۱۳]

## آمار و رکوردها

### نتایج
| بازی‌های دو فیناله (۲۰۰۸–۲۰۰۴)              | بازی‌های دو فیناله (۲۰۰۸–۲۰۰۴)                          | بازی‌های دو فیناله (۲۰۰۸–۲۰۰۴)         | بازی‌های دو فیناله (۲۰۰۸–۲۰۰۴)         | بازی‌های دو فیناله (۲۰۰۸–۲۰۰۴)         | بازی‌های دو فیناله (۲۰۰۸–۲۰۰۴)         |                                       |
| سال                                        | میزبان                                                 | نتیجه                                 | مهمان                                 | ورزشگاه                               | تماشاگران                             |                                       |
| ------------------------------------------ | ------------------------------------------------------ | ------------------------------------- | ------------------------------------- | ------------------------------------- | ------------------------------------- | ------------------------------------- |
| ۲۰۰۴                                       | الوحده                                                 | ۲–۳                                   | الجیش                                 | ورزشگاه عباسیون، دمشق                 |                                       |                                       |
| ۲۰۰۴                                       | الجیش                                                  | ۰–۱                                   | الوحده                                | ورزشگاه عباسیون، دمشق                 |                                       |                                       |
| ۲۰۰۴                                       | در مجموع ۳–۳، الجیش با قانون گل زده در خانه حریف برنده |                                       |                                       |                                       |                                       |                                       |
| ۲۰۰۵                                       | الفیصلی                                                | ۱–۰                                   | النجمه                                | ورزشگاه بین‌المللی امان، امان          |                                       |                                       |
| ۲۰۰۵                                       | النجمه                                                 | ۲–۳                                   | الفیصلی                               | ورزشگاه رفیق حریری، بیروت             |                                       |                                       |
| ۲۰۰۵                                       | الفیصلی در مجموع ۲–۴ برنده                             |                                       |                                       |                                       |                                       |                                       |
| ۲۰۰۶                                       | الفیصلی                                                | ۳–۰                                   | المحرق                                | ورزشگاه بین‌المللی امان، امان          | ۷٬۰۰۰                                 |                                       |
| ۲۰۰۶                                       | المحرق                                                 | ۴–۲                                   | الفیصلی                               | ورزشگاه ملی بحرین، الرفاع             | ۳٬۰۰۰                                 |                                       |
| ۲۰۰۶                                       | الفیصلی در مجموع ۴–۵ برنده                             |                                       |                                       |                                       |                                       |                                       |
| ۲۰۰۷                                       | الفیصلی                                                | ۰–۱                                   | شباب الاردن                           | ورزشگاه بین‌المللی امان، امان          | ۵٬۵۰۰                                 |                                       |
| ۲۰۰۷                                       | شباب الاردن                                            | ۱–۱                                   | الفیصلی                               | ورزشگاه بین‌المللی امان، امان          | ۷٬۵۰۰                                 |                                       |
| ۲۰۰۷                                       | شباب الاردن در مجموع ۱–۲ برنده                         |                                       |                                       |                                       |                                       |                                       |
| ۲۰۰۸                                       | المحرق                                                 | ۵–۱                                   | صفا بیروت                             | ورزشگاه ملی بحرین، الرفاع             | ۶٬۰۰۰                                 |                                       |
| ۲۰۰۸                                       | صفا بیروت                                              | ۴–۵                                   | المحرق                                | ورزشگاه کمیل شمعون، بیروت             | ۲٬۰۰۰                                 |                                       |
| ۲۰۰۸                                       | المحرق در مجموع ۵–۱۰ برنده                             |                                       |                                       |                                       |                                       |                                       |
| بازی‌های تک فیناله (۲۰۲۴–۲۰۰۹)              |                                                        |                                       |                                       |                                       |                                       |                                       |
| سال                                        | قهرمان                                                 | نتیجه                                 | نایب قهرمان                           | ورزشگاه                               | تماشاگران                             |                                       |
| ۲۰۰۹                                       | الکویت                                                 | ۲–۱                                   | الکرامه                               | ورزشگاه باشگاه ورزشی الکویت، کویت     | ۱۷٬۴۰۰                                |                                       |
| ۲۰۱۰                                       | الاتحاد                                                | ۱–۱ (و. ا) ۴–۲ (پ)                    | القادسیه                              | ورزشگاه بین‌المللی جابر الاحمد، کویت   | ۵۸٬۶۰۴                                |                                       |
| ۲۰۱۱                                       | نسف قرشی                                               | ۲–۱                                   | الکویت                                | ورزشگاه مرکزی، نخشب                   | ۱۵٬۷۵۳                                |                                       |
| ۲۰۱۲                                       | الکویت                                                 | ۴–۰                                   | اربیل                                 | ورزشگاه فرانسو حریری، اربیل           | ۳۰٬۰۰۰                                |                                       |
| ۲۰۱۳                                       | الکویت                                                 | ۲–۰                                   | القادسیه                              | ورزشگاه الصدوکا والسلام، کویت         | ۱۰٬۰۰۰                                |                                       |
| ۲۰۱۴                                       | القادسیه                                               | ۰–۰ (و. ا) ۴–۲ (پ)                    | اربیل                                 | ورزشگاه مکتوم بن راشد آل مکتوم، دبی   | ۵٬۲۴۰                                 |                                       |
| ۲۰۱۵                                       | جوهور دارالتعظیم                                       | ۱–۰                                   | استقلال دوشنبه                        | ورزشگاه پامیر، دوشنبه                 | ۱۸٬۰۰۰                                |                                       |
| ۲۰۱۶                                       | نیروی هوایی                                            | ۱–۰                                   | بنگالورو                              | ورزشگاه سحیم بن حمد، دوحه             | ۵٬۸۰۶                                 |                                       |
| ۲۰۱۷                                       | نیروی هوایی                                            | ۱–۰                                   | استقلال دوشنبه                        | ورزشگاه مرکزی حصار، حصار              | ۲۰٬۰۰۰                                |                                       |
| ۲۰۱۸                                       | نیروی هوایی                                            | ۲–۰                                   | آلتین عصر                             | ورزشگاه بصره، بصره                    | ۲۴٬۶۶۵                                |                                       |
| ۲۰۱۹                                       | العهد                                                  | ۱–۰                                   | ۲۵ آوریل                              | ورزشگاه کوالالامپور، کوالالامپور      | ۵۰۰                                   |                                       |
| ۲۰۲۰                                       | به علت دنیاگیری کووید-۱۹ ناتمام ماند.                  | به علت دنیاگیری کووید-۱۹ ناتمام ماند. | به علت دنیاگیری کووید-۱۹ ناتمام ماند. | به علت دنیاگیری کووید-۱۹ ناتمام ماند. | به علت دنیاگیری کووید-۱۹ ناتمام ماند. | به علت دنیاگیری کووید-۱۹ ناتمام ماند. |
| ۲۰۲۱                                       | المحرق                                                 | ۳–۰                                   | نسف قرشی                              | ورزشگاه المحرق، عراد                  | ۹۰۶۰                                  |                                       |
| ۲۰۲۲                                       | السیب                                                  | ۳–۰                                   | کوالالامپور سیتی                      | ورزشگاه ملی بوکیت جلیل، کوالالامپور   | ۲۷۷۲۲                                 |                                       |
| ۲۴–۲۰۲۳                                    | سنترال کوست مارینرز                                    | ۱–۰                                   | العهد                                 | ورزشگاه سلطان قابوس مسقط              | ۱۹۳۰                                  |                                       |
| تحت عنوان لیگ قهرمانان آسیا ۲ (اکنون–۲۰۲۴) |                                                        |                                       |                                       |                                       |                                       |                                       |
| ۲۵–۲۰۲۴                                    | الشارجه                                                | ۲–۱                                   | لیون سیتی سیلورز                      | ورزشگاه جالان بسار                    | ۹,۷۳۷                                 |                                       |

### آمار باشگاهی
| باشگاه              | قهرمانی | نایب قهرمانی | سال‌های قهرمانی   | سال‌های نایب قهرمانی |
| ------------------- | ------- | ------------ | ---------------- | ------------------- |
| الکویت              | ۳       | ۱            | ۲۰۱۳، ۲۰۱۲، ۲۰۰۹ | ۲۰۱۱                |
| نیروی هوایی         | ۳       | ۰            | ۲۰۱۸، ۲۰۱۷، ۲۰۱۶ | —                   |
| الفیصلی             | ۲       | ۱            | ۲۰۰۶، ۲۰۰۵       | ۲۰۰۷                |
| المحرق              | ۲       | ۱            | ۲۰۰۸، ۲۰۲۱       | ۲۰۰۶                |
| القادسیه            | ۱       | ۲            | ۲۰۱۴             | ۲۰۱۳، ۲۰۱۰          |
| نسف قرشی            | ۱       | ۱            | ۲۰۱۱             | ۲۰۲۱                |
| العهد               | ۱       | ۱            | ۲۰۱۹             | ۲۴–۲۰۲۳             |
| الجیش               | ۱       | ۰            | ۲۰۰۴             | —                   |
| شباب الاردن         | ۱       | ۰            | ۲۰۰۷             | —                   |
| الاتحاد             | ۱       | ۰            | ۲۰۱۰             | —                   |
| جوهور دارالتعظیم    | ۱       | ۰            | ۲۰۱۵             | —                   |
| السیب               | ۱       | ۰            | ۲۰۲۲             | —                   |
| سنترال کوست مارینرز | ۱       | ۰            | ۲۴–۲۰۲۳          | —                   |
| الشارجه             | ۱       | ۰            | ۲۵–۲۰۲۴          | —                   |
| اربیل               | ۰       | ۲            | —                | ۲۰۱۴، ۲۰۱۲          |
| استقلال دوشنبه      | ۰       | ۲            | —                | ۲۰۱۷، ۲۰۱۵          |
| الوحده              | ۰       | ۱            | —                | ۲۰۰۴                |
| النجمه              | ۰       | ۱            | —                | ۲۰۰۵                |
| صفا بیروت           | ۰       | ۱            | —                | ۲۰۰۸                |
| الکرامه             | ۰       | ۱            | —                | ۲۰۰۹                |
| بنگالورو            | ۰       | ۱            | —                | ۲۰۱۶                |
| آلتین عصر           | ۰       | ۱            | —                | ۲۰۱۸                |
| ۲۵ آوریل            | ۰       | ۱            | —                | ۲۰۱۹                |
| کوالالامپور سیتی    | ۰       | ۱            | —                | ۲۰۲۲                |
| لیون سیتی سیلورز    | ۰       | ۱            | —                | ۲۵–۲۰۲۴             |

### آمار کشوری
| کشور              | قهرمانی | نایب قهرمانی |
| ----------------- | ------- | ------------ |
| کویت              | ۴       | ۳            |
| عراق              | ۳       | ۲            |
| اردن              | ۳       | ۱            |
| سوریه             | ۲       | ۲            |
| بحرین             | ۲       | ۱            |
| لبنان             | ۱       | ۳            |
| ازبکستان          | ۱       | ۱            |
| مالزی             | ۱       | ۱            |
| عمان              | ۱       | ۰            |
| استرالیا          | ۱       | ۰            |
| امارات متحده عربی | ۱       | ۰            |
| تاجیکستان         | ۰       | ۲            |
| هند               | ۰       | ۱            |
| ترکمنستان         | ۰       | ۱            |
| کره شمالی         | ۰       | ۱            |
| سنگاپور           | ۰       | ۱            |

### برترین گلزنان
| سال     | بازیکن            | باشگاه              | تعداد گل |
| ------- | ----------------- | ------------------- | -------- |
| ۲۰۱۹    | بینونیدو مارانیون | یونایتد سیتی        | ۱۰       |
| ۲۰۲۰    | بینونیدو مارانیون | یونایتد سیتی        | ۵        |
| ۲۰۲۱    | ازبکستان          | نسف                 | ۷        |
| ۲۰۲۲    | جسور حسن‌اف        | سغدیانه جیزک        | ۵        |
| ۲۰۲۲    | پائولو ژوزه       | کوالالامپور سیتی    | ۵        |
| ۲۰۲۲    | پدرو پائولو       | ویتل                | ۵        |
| ۲۴–۲۰۲۳ | مارکو تولیو       | سنترال کوست مارینرز | ۸        |
| ۲۵–۲۰۲۴ | سردار آزمون       | الشباب الاهلی       | ۹        |